# Невод

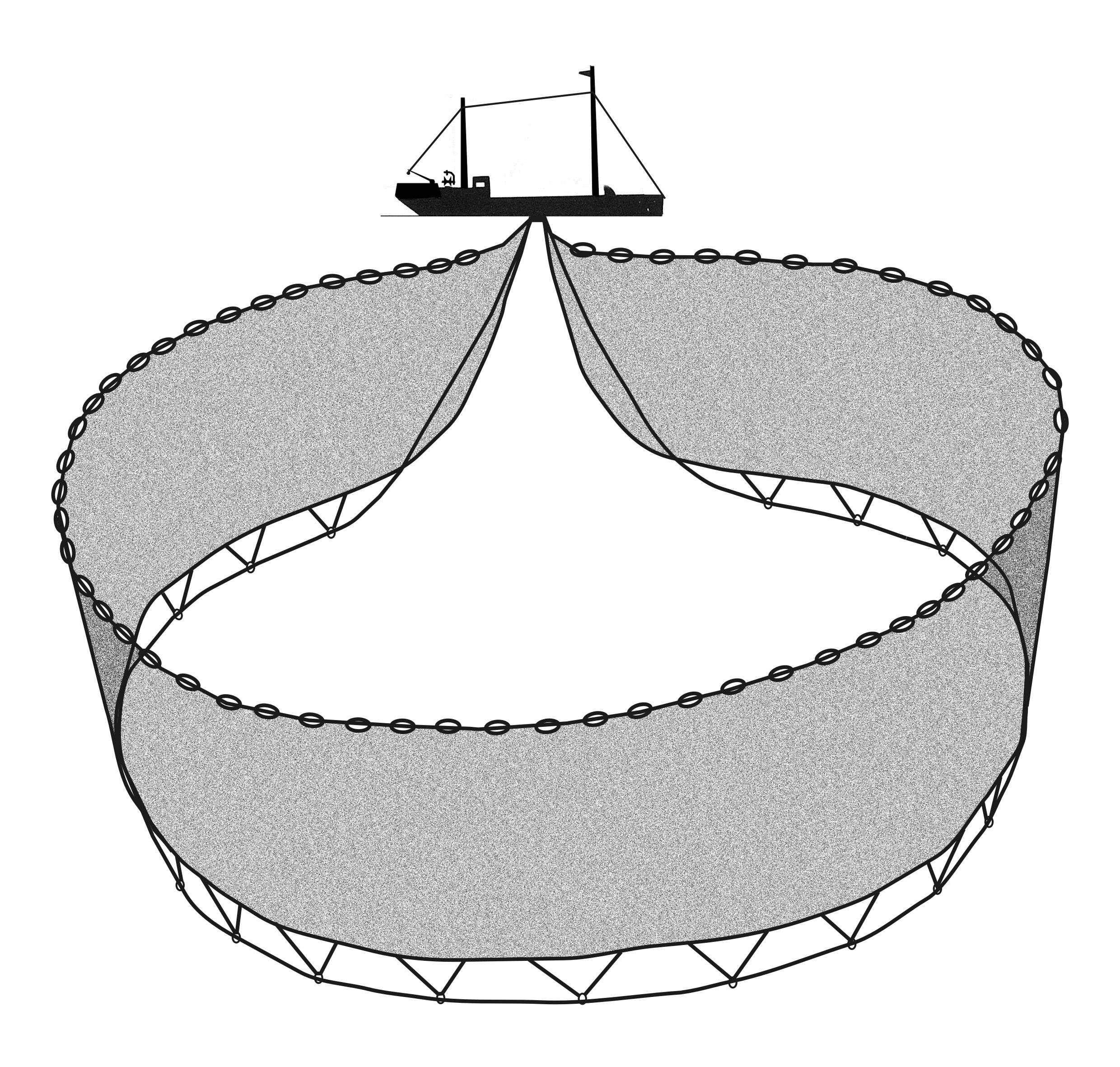
Кошельковый невод.

Не́вод — крупное сетное отцеживающее орудие лова, состоящее из сетного полотна и канатов, применяющееся для ловли рыбы в больших количествах в речном, озёрном, прибрежном и морском (океаническом) рыболовстве. 
Принцип лова большинства неводов основан на обмётывании скоплений рыбы и вытягивании сети с уловом на берег или на борт рыболовного судна или лодки. Основное отличие невода от объячеивающих орудий лова, например, жаберной сети, состоит в том, что невод — это подвижное орудие лова и мелкая ячея невода предназначена для процеживания сквозь неё воды при выборке, а не для запутывания (объячеивания) в ней рыбы жаберными крышками. При выборке невода пойманная рыба остаётся на сетном полотне или скатывается в специальный мешок в средней части невода — мотню, или куток. По способу лова невода разделяют на четыре типа — закидные невода, обкидные невода, донные невода и ставные невода — наиболее разнообразная группа, которую относят к особому типу стационарных прибрежных орудий лова — ловушкам. По месту лова различают невода речные, озёрные и морские.

## Закидные невода
Относятся к старейшим орудиям лова и применяются при береговом лове, когда сеть постепенно забрасывают с лодки в виде дуги (вершиной, направленной в противоположную от берега сторону), а вытаскивают (притоняют) на берег. В настоящее время закидные невода используют в основном на таких внутренних водоёмах как реки, озёра и водохранилища. В зимнее время закидные невода опускают под лёд через большую продолговатую прорубь — мойну — и затем протягивают дугой с помощью вспомогательных мелких лунок.

## Обкидные невода
Главным образом морские (иногда озёрные) невода, применяемые вдали от берега и выбираемые на борт судна. Наиболее примитивными по конструкции и способу лова являются распорные невода, которые изредка применяются для ловли рыбы на мелководьях морей и озёр. Их устройство напоминает закидные невода. Более высокопроизводительными орудиями активного лова среди обкидных неводов, используемых вдали от берега, являются кошелькирующиеся невода, к которым относят кошельковые невода. Принцип лова кошелькового невода состоит в обмётывании огромной сетной стенки вокруг обнаруженного косяка рыбы и последующем стягивании нижней части невода наподобие кошеля или кисета. При этом пойманная рыба остаётся внутри чаши невода. Затем невод выбирают на палубу судна, а пойманную рыбу сливают в особую часть невода, называемую слив, или притон, откуда её затем и выбирают.

## Ставные невода
Ставной невод — это стационарное рыболовное орудие, принцип действия которого основан на установке на пути рыбы неподвижного препятствия «крыла», которое направляет её в ловушку. Высота боковых стенок ловушки, как правило, достигает поверхности воды. Длина крыла обычно колеблется от 250 до 100 м. Ставные невода используют в крупных водоёмах и прибрежном морском промысле лосося,  мойвы, сельди, терпуга, корюшки, салаки и т.д. Рыба, пойманная ставным неводом, остаётся неповреждённой и долгое время сохраняется живой внутри ловушки. Кроме того, ставные невода применяют на илистом дне или при подлёдном лове, когда использование других средств лова затруднено. Основными недостатками ставного невода являются сложность монтажа, дороговизна крупных неводов и подверженность разрушению при плохой погоде.

## Донные невода
Небольшие невода, применяющиеся главным образом для прибрежного донного озёрного и морского лова с малых судов или с берега. К этой подгруппе неводов относится мутни́к, или снюррево́д, практически идентичная им по конструкции механизи́рованная дра́га и некоторые другие орудия лова. По способу лова донные невода относятся ко второй подгруппе отцеживающих орудий лова — тралирующим орудиям лова, а по конструкции и технике лова занимают промежуточное положение между закидными неводами и донными тралами, представляя собой сетной мешок с короткими неводными крыльями, мотнёй и кутком в центре.
Донным неводом, как и закидным неводом, обмётывают участок водоёма с берега или с борта судна, охватывая сетью с очень длинными урезами (ваерами) большой участок дна. Затем осуществляется выборка и тяга невода за урезы (достигающие порой длины 1500—2000 м) с помощью лебёдки или собственным ходом судна. Урезы, перемещаясь по дну, взмучивают ил и песок (отсюда название «мутник») и отпугивают рыбу, которая перемещается к центру обмётанного пространства.
Мутники и механизированные драги применяют для лова бычков в Азовском море, снюрреводы — для промысла камбалы, минтая и трески вдали от берега на морских банках в водах Дальнего Востока.